# Ehrenmedaille der Bundeshauptstadt Wien

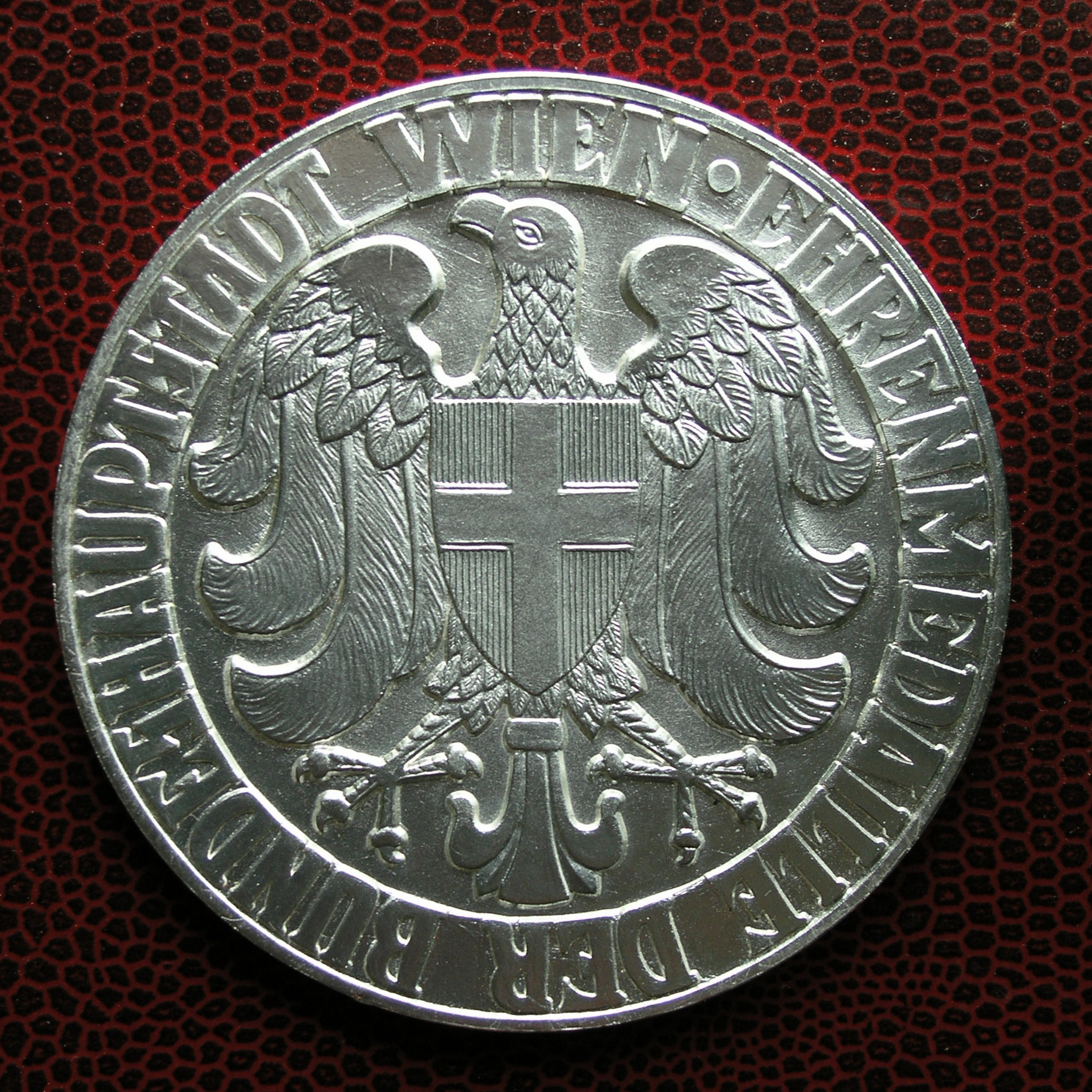
Ehrenmedaille der Bundeshauptstadt Wien in Silber – Vorderseite

Die Ehrenmedaille der Bundeshauptstadt Wien ist eine Auszeichnung der Stadt Wien.

## Geschichte
Der Wiener Gemeinderat beschloss in seiner öffentlichen Sitzung unter Vorsitz des Bürgermeisters Theodor Körner am 18. Februar 1949, die Stiftung einer Ehrengabe als Zeichen der Anerkennung von Verdiensten, die die Bezeichnung „Ehrenmedaille der Bundeshauptstadt Wien“ trägt. Sie ist nicht zum öffentlichen Tragen bestimmt und wird vom Gemeinderat gemeinsam mit einer von den Bürgermeistern unterfertigten Urkunde verliehen. Sie soll als äußeres Zeichen der Anerkennung und Würdigung des besonderen gemeinnützigen Wirkens auf dem Gebiet des gesellschaftlichen, wirtschaftlichen, wissenschaftlichen und kulturellen Lebens der Stadt Wien dienen. Ziel war es, fortan auch Leistungen ehren zu können und eine Ergänzung zu den bereits bestehenden Ehrungen (Ehrenbürgerrecht, Bürgerrecht und Ehrenring) zu schaffen; die Ehrenmedaille ist hinter dem Ehrenring an vierter Stelle eingereiht.
Seit dem Beschluss des Gemeinderats vom 26. Februar 1960 erfolgt die Verleihung in drei Stufen: neben der ursprünglich in Bronze hergestellten Ehrenmedaille auch noch in den Ausfertigung Silber (versilbert) und Gold (vergoldet).
Die Medaille mit etwa 80 mm Durchmesser wird nach einem Entwurf von Oskar Thiede gefertigt und trägt auf der Vorderseite das Wappen der Stadt Wien, auf der Rückseite sowohl eine Abbildung des Rathauses als auch die Widmungsworte „Für besondere Verdienste um Wien“ in einem Lorbeerkranz.
Die Medaille wurde am 12. April 1949 erstmals verliehen.
Nicht zu verwechseln ist die Ehrenmedaille mit den Ehrenzeichen für Verdienste um das Land Wien.

## Datierte Verleihung

### Bis 1960
- 12. April 1949: Josef Cudlin, Bezirksvorsteher für den 13. Bezirk in Wien[4]
- 12. April 1949: Karl Maria Jäger, Wiener Liederkomponist[4]
- 12. April 1949: Oskar Maurus Fontana, Schriftsteller[4]
- 12. April 1949: Otto Schulhof, Pianist[4]
- 12. April 1949: Ralph Benatzky, Komponist[4]
- 12. April 1949: Rudolf Schmiedhuber, Präsident des Wiener Tierschutzvereins[4]
- 12. April 1949: Leopold Hengl, Ökonomierat[4]
- 4. Juni 1949: Gustinus Ambrosi, Bildhauer[5]
- 4. Juni 1949: Theodor Berger, Komponist[5]
- 4. Juni 1949: Josef Dobrowsky, Maler[5]
- 4. Juni 1949: Friedrich Heer, Kulturhistoriker und Schriftsteller[5]
- 4. Juni 1949: Alma Holgersen, Schriftstellerin[5]
- 4. Juni 1949: Albert Kunz, Kunsthandwerker[5]
- 4. Juni 1949: Wilhelm Marinelli, Zoologe und Anatom[5]
- 4. Juni 1949: Otto Niedermoser, Architekt[5]
- 4. Juni 1949: Georg Wagner[5]
- 6. Juni 1950: Maria Jeritza[6]
- 30. Juni 1950 Rudolf Holzer, Schriftsteller
- 4. Juli 1950: Ferdinand Kögl, Musiker und Schriftsteller[7]
- 26. Oktober 1951: Heinrich von Ficker[8]
- 6. April 1951: Robert Michel, Schriftsteller[9]
- 27. April 1951: Otto Koenig, Volksbildner[9]
- 18. September 1951: Michael Powolny, Keramikdesigner und Bildhauer[10]
- 7. März 1952: August von Loehr, Numismatiker[11]
- 1953: Leopold Kober
- 2. Oktober 1953: Otto Erich Deutsch, Musikwissenschaftler, Schöpfer des Deutsch-Verzeichnisses[12]
- 12. März 1955: Rudolf Kaftan[13]
- 1956: Hans Pemmer, Lehrer und Heimatforscher
- 14. Februar 1956: Theodore Feder, Direktor des Amerikanisch-jüdischen Hilfskomitees[14]
- 14. April 1956: Ferdinand Maierhofer, Schauspieler[15]
- 9. Oktober 1956: Franz Ullreich, Gemeinderat[16]
- 28. November 1957: Otto Pötzl, Physiker und Neurologe[17]
- 28. November 1957: Franz Herterich, Theaterdirektor[17]
- 28. November 1957: Karl Heinrich Brunner, Stadtplaner[17]
- 18. April 1958: Richard Romanowsky, Schauspieler und Komiker
- 6. Mai 1958: Karl Holaubek[18]
- 6. Mai 1958: Alois Brommer[18]
- 7. Oktober 1958: Josef Tautenhayn, Bildhauer[19]
- 16. Dezember 1958: Karl Przibram, Physiker[20]
- 1959: Rudolf Forster, Schauspieler Gedenktafel für Georg Kotek in Neubau

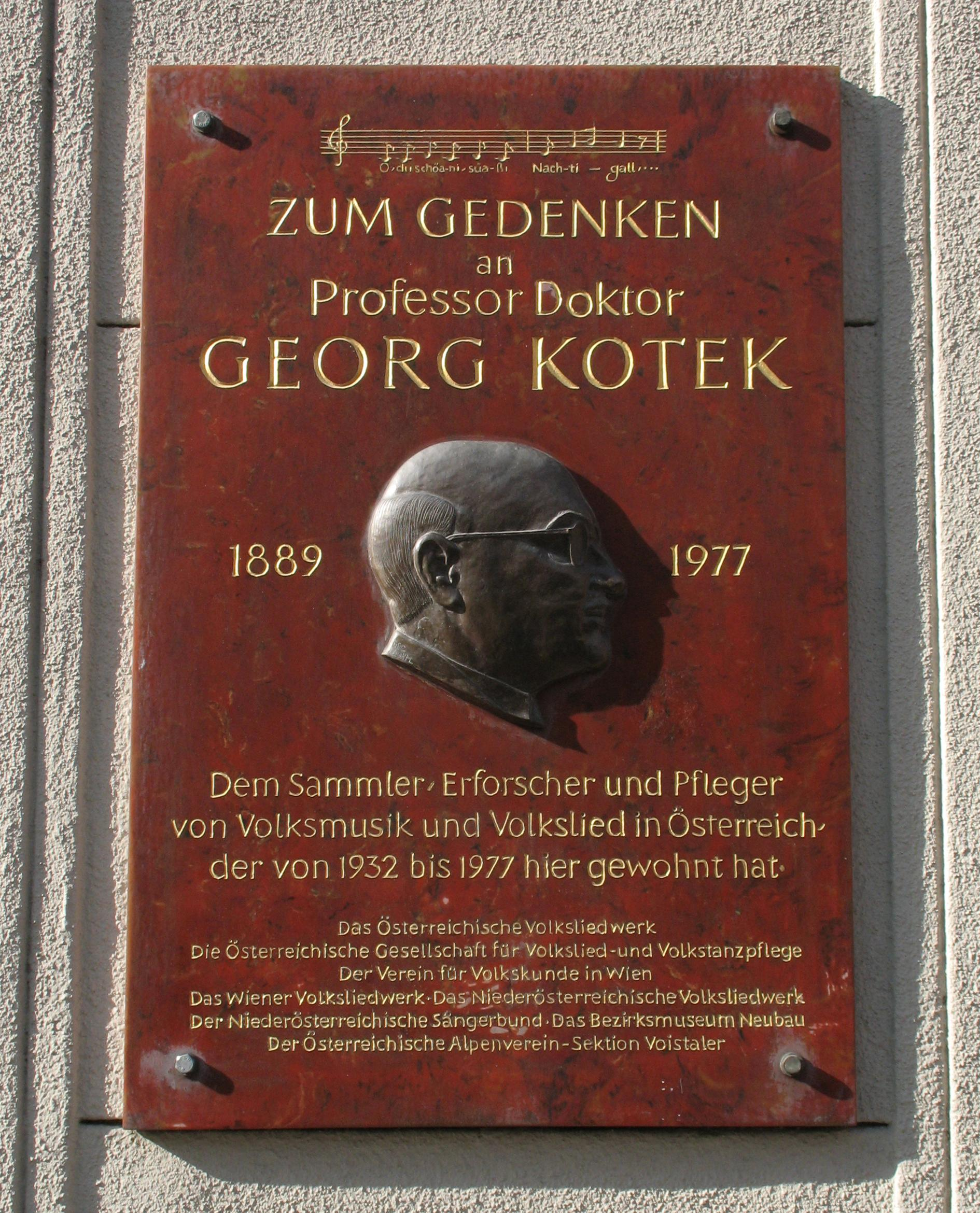
Gedenktafel für Georg Kotek in Neubau

- 10. April 1959: Gustav Gugitz, Heimatforscher, Volkskundler und Kulturhistoriker[21]
- 7. März 1959: Georg Kotek, Volksliedforscher[22]
- 8. Juni 1959: Alma Seidler, Kammerschauspielerin[23]
- 8. Juni 1959: Helene Thimig-Reinhardt, Kammerschauspielerin[23]
- 8. Juni 1959: Alfred Jerger, Kammersänger[23]
- 26. Juni 1959: Viktor Fadrus, Pädagoge und Schulreformer[24]
- 26. Juni 1959: Alfred Orel, Musikwissenschaftler[25]
- 7. Oktober 1960: Rudolf Kalmar junior, Schriftsteller[26]
- 7. Oktober 1960: Ernst Lothar, Schriftsteller, Regisseur und Theaterdirektor, Gold[27]
- 21. Dezember 1960: Josef Gielen, Schauspieler und Theaterdirektor, Silber[28]

### 1961–1970
- 1961: Ludwig Heinrich Jungnickel, Maler, Gold
- 1961: Karl Oberparleiter, Wirtschaftswissenschaftler, Silber
- 5. Dezember 1961: Karl Rudolf, Domkapitular und Prälat, Silber[29]
- 17. April 1962: Egon von Jordan, Schauspieler[30]
- 1963: Gustinus Ambrosi, Bildhauer, Gold
- 1964: Egon Hilbert, Theater- und Opernintendant, Gold
- 1964: Friedrich Schreyvogl, Schriftsteller, Dramaturg
- 1964: Paul Hörbiger, Schauspieler
- 1964: Gustav Stratil-Sauer, Geograph, Gold
- 1965: Franz Salmhofer, Gold
- 1965: Karl Wrba, Bezirksvorsteher, Gold
- 1965: Charlotte Lang-Binder, Schauspielerin, Silber
- 1966: Siegfried Charoux, Bildhauer, Maler und Zeichner, Gold
- 1966: Ernst Waldinger, Lyriker und Essayist, Gold
- 8. Juni 1966: Richard Eybner, Schauspieler, Silber[31]
- 8. Juni 1966: Adrienne Gessner, Schauspielerin, Silber[31]
- 8. Juni 1966: Ann Tizia Leitich, Professorin, Silber[31]
- 8. Juni 1966: Franz Stamprech, Journalist, Silber[31]
- 13. Januar 1967: Josef Holaubek, Feuerwehrkommandant, Gold
- 1967: Käthe Gold, Schauspielerin, Gold
- 1967: Alexander Lernet-Holenia, Schriftsteller, Gold
- 1967: Robert Neumann, Schriftsteller und Publizist, Gold
- 1967: Max Lorenz, Opernsänger, Gold
- 1967: Paula Wessely, Schauspielerin, Gold
- 1968: Otto Niedermoser, Szenenbildner, Gold
- 1968: Hans Fronius, Maler
- 1968: Stella Kadmon, Schauspielerin, Kabarettistin und Theaterleiterin, Silber
- 1968: Ernst Scheibelreiter, Schriftsteller, Gold
- 1969: Hermine Cloeter, Schriftstellerin und Kulturhistorikerin, Silber
- 1969: Othmar Kühn, Paläontologe, Gold
- 1969: Riki Raab, Tänzerin, Silber
- 1970: Hilde Wagener, Schauspielerin, Gold
- 1970: Norbert Sprongl, Komponist
- 1970: Hans Asperger, Kinderarzt und Heilpädagoge, Gold

### 1971–1980
- 1971: Hans Asperger, Kinderarzt und Heilpädagoge, Gold
- 1971: Rosalia Chladek, Choreografin, Gold
- 1971: Fritz Lang
- 1971: Alexander Mahr, Ökonom, Gold
- 16. Dezember 1971: Maximilian Florian, Maler, Silber
- 1972: Siegfried Freiberg, Silber
- 1973: Hans Jaray, Schauspieler, Regisseur und Autor, Gold
- 1974: Friedrich Torberg, Schriftsteller und Journalist, Gold
- 1975: Georg Strnadt, Silber[32]
- 1976: Friedrich Heer, Publizist, Gold
- 25. April 1977: Otto Basil, Schriftsteller, Silber[33]
- 1977: Wilma Lipp, Sopranistin, Gold
- 1977: Richard Wolfram, Silber[34]
- 1978: Armin Kaufmann, Komponist, Gold
- 1978: Susi Nicoletti, deutsch-österreichische Schauspielerin, Gold
- 1978: Esther Réthy, Kammersängerin, Gold
- 1978: Hans Bobek, Geograph, Gold
- 1978: Heinrich Strecker, Komponist, Gold
- 1978: Max Reisch (österr. Reisepionier), Silber
- 1979: Otto Höfler, Germanist, Gold
- 1979: Kurt Meisel, Schauspieler, Gold
- 1979: Karl Scheit, Gold
- 1979: Irmgard Seefried, Gold
- 1979: Fritz Zerbst, evangelischer Theologe, Gold
- 24. September 1979: Ricardo Odnoposoff, Violinist, Silber[35]
- 1980: Christine Busta, Gold
- 1980: Ferdinand Steinhauser, Gold
- 1980: Hermann Hakel, Lyriker und Herausgeber, Silber
- 7. März 1980: Hilde Uray, Bildhauerin, Silber (Beleg: Medaille mit datiertem Photo der Verleihung liegt vor)
- 7. März 1980: Hans Novotny, Physikochemiker, Universitätsprofessor

### 1981–1990
- 1981: Walter Koschatzky, Museumsdirektor und Autor, Gold
- 1981: Erich Zöllner, Gold
- 1982: Walter Behrens, Maler, Silber
- 1982: Maxi Böhm, Kabarettist, Gold
- 1982: Aglaja Schmid, Schauspielerin, Silber
- 17. November 1982: Karl Josef Walter, Komponist und Domorganist, Silber[36]
- 1982: Fritz Wöss, Schriftsteller, Silber
- 1983: Hans Heinz Hahnl, Journalist und Schriftsteller, Silber
- 1983: Marika Rökk, Schauspielerin, Gold
- 1983: Hubert Wilfan, Bildhauer
- 1984: Franz Bauer-Theussl, Dirigent, Gold
- 1984: Murray Dickie, Gold
- 1984: Harry Fuss, Schauspieler, Gold
- 1984: Ossy Kolmann, Schauspieler, Gold
- 1984: Hans Krendlesberger, Gold
- 1984: Heinz Moog, Schauspieler, Gold
- 1984: Norbert Pawlicki, Pianist und Komponist, Gold
- 1984: Josef Schagerl, Silber
- 1985: Michael Heltau, Schauspieler, Gold
- 1985: Walter Davy, Schauspieler, Gold
- 1985: Fritz Leitermeyer, Violinist und Komponist, Silber
- 1985: Elisabeth Lichtenberger, Geographin, Gold
- 1985: Friederike Mayröcker, Schriftstellerin, Gold
- 1985: Karl Merkatz, Schauspieler, Gold
- 1985: Franz Richter, Dichter
- 1985: Roman Rocek, Silber
- 1986: Otto F. Beer, Gold
- 1986: Wander Bertoni, Bildhauer, Gold
- 1986: Friedrich Cerha, Komponist, Gold
- 1986: Ernst Jandl, Gold
- 1986: Louise Martini, Gold
- 1986: Erika Mitterer, Epikerin, Lyrikerin und Dramatikerin, Gold
- 1986: Johann Schadenbauer, Komponist, Dirigent und Militärkapellmeister, Gold
- 1986: Heinz Reincke, Schauspieler, Gold
- 1986: Piero Rismondo, Schriftsteller, Theaterdirektor, Regisseur und Journalist, Gold
- 1986: Marcel Rubin, Komponist, Gold
- 1986: Hanns Jäger-Sunstenau, Gold
- 25. September 1986: Carl Melles, Dirigent, Gold (Übernahme: 18. Dezember 1986)[37]
- 1987: Dietmar Grieser, Silber
- 1987: Waltraut Haas, Schauspielerin, Gold
- 1987: Hermann Lenz, Schriftsteller, Gold
- 1987: Günther Schneider-Siemssen, Bühnenbildner, Gold
- 1987: Max Weiler, Maler, Gold
- 1988: Gottfried Eduard Arnold, US-amerikanischer Mediziner, Gold
- 1988: Hans Graf, Pianist, Silber
- 1988: Vera Ferra-Mikura, Kinder- und Jugendbuch-Autorin, Gold
- 1988: Rudolf Kedl, Silber
- 1988: Michael Kehlmann, Gold
- 1988: Kurt Klinger, Schriftsteller und Publizist, Gold
- 1988: Karl Österreicher, Dirigent, Gold
- 1988: Käthe Recheis, Kinder- und Jugendbuchautorin
- 1988: Floridus Röhrig, Gold
- 1988: Wolfgang Sawallisch, Gold
- 22. April 1988: Bobby Lugano, Unterhaltungskünstler und Magier
- 26. Sep. 1988: Friedensreich Hundertwasser, Maler, Architekturdoktor, ökologischer Aktivist, Gold
- 1989: Helmuth Ashley, Regisseur, Kameramann und Drehbuchautor
- 1989: Irenäus Eibl-Eibesfeldt, Verhaltensforscher, Gold
- 1989: Walter Klien, Pianist, Gold
- 1989: Artur Korn, Silber
- 1989: Fritz Riedl, Silber
- 1989: Kurt Schubert, Judaist, Gold
- 1989: Brigitte Swoboda, Schauspielerin, Silber
- 1989: Günther Winkler, Jurist, Gold
- 1989: Milo Dor, Schriftsteller, Gold
- 1990: Pierre Boulez, Gold
- 1990: Karl Terkal, Kammersänger, Gold

### 1991–2000
- 1991: Ottokar Uhl, Architekt, Gold
- 1991: Topsy Küppers, Schauspielerin, Silber
- 1991: Helmuth Lohner, Schauspieler und Theaterregisseur, Gold
- 1991: Wolfgang Bauer, Schriftsteller, Gold
- 1991: Gerhard Rühm
- 1991: Curt Stenvert, Silber
- 1992: Hans Kann, Pianist und Komponist, Gold
- 1992: Markus Prachensky, Maler und Grafiker, Gold
- 1992: Ernst Schwarz, Sinologe und Übersetzer, Gold
- 1993: Paul Flora, Gold
- 1993: Wolfgang Gasser, Schauspieler und Synchronsprecher, Gold
- 1993: Konrad Ragossnig
- 1993: Jenő Takács, Pianist und Komponist, Gold
- 1993: Walter Thirring, Physiker, Gold
- 1994: Rafael Frühbeck de Burgos, Gold
- 1994: Walter Grab, Historiker, Gold
- 1994: Emmy Werner, Schauspielerin, Gold
- 1994: Claudio Magris, Schriftsteller, Gold
- 1995: Friedrich Achleitner, Architekt, Architekturkritiker und Schriftsteller, Gold
- 1995: Günther Domenig, Architekt, Gold
- 1995: Gernot Eder, Physiker, Gold
- 1995: Andreas Okopenko, Schriftsteller, Gold
- 1995: George Tabori, Schriftsteller, Dramatiker und Theaterregisseur, Gold
- 1996: Felix Czeike, Historiker, Gold
- 1996: Elfi von Dassanowsky, Sängerin, Pianistin und Filmproduzentin
- 1997: Antal Festetics, Zoologe, Verhaltensforscher und Wildbiologe, Gold
- 1997: Jakov Lind, Schriftsteller, Hörspielautor, Filmregisseur und Maler, Gold
- 1997: Lorin Maazel, Dirigent, Gold
- 1997: Billy Wilder, Regisseur, Gold
- 1998: Gustav Peichl, Architekt und Autor, Gold
- 1999: Hans Hass, Zoologe und Tauchpionier, Gold
- 1999: Nadja Tiller, Schauspielerin
- 17. März 2000: Wolfgang Hübsch, Schauspieler, Gold[38]
- 2000: Hilde Sochor, Schauspielerin, Gold
- 2000: Erika Pluhar, Schauspielerin, Gold
- 2000: Franz Hubmann, Fotograf und Schriftsteller, Gold

### 2001–2010
- 2001: Rudolf Resch, Solist, Gold
- 2001: Heinz Holecek, Sänger, Gold
- 2001: Heinz Zednik, Sänger, Gold
- 2001: Herwig Zens, Gold
- 2001: Frederic Morton, Schriftsteller, Gold
- 2001: Peter Weck, Schauspieler, Gold[39]
- 2002: Kurt Schmid, Dirigent, Silber[40]
- 2002: Elisabeth Schwarzkopf, deutsch-britische Opern- und Liedsängerin
- 23. Januar 2002: Christine Jones, Jazzmusikerin[41]
- 23. Januar 2002: Karl Ratzer, Jazzmusiker[41]
- 23. Januar 2002: Klaus Schulz, Musikjournalist[41]
- 23. Januar 2002: Elly Wright, Jazzmusikerin[41]
- 6. September 2002: Carl Djerassi, Wissenschaftler, Schriftsteller und Kunstsammler, Gold[42]
- 2002: Friedrich Rollwagen, Architekt, Gold
- 4. Dezember 2002: Lawrence Schönberg, Gold
- 4. Dezember 2002: Nuria Schönberg-Nono, Gold
- 4. Dezember 2002: Ronald Schönberg, Gold
- 12. Dezember 2002: Edith Rosenstrauch, Germanistin, Gold
- 12. Dezember 2002: Eric Hobsbawm, britischer Historiker, Gold[43]
- 2003: Elfriede Gerstl, Schriftstellerin, Gold
- 28. Mai 2003: Julius Rudel, Dirigent, Gold[44]
- 24. September 2003: Walter Norden, Tourismus-Journalist, Gold
- 15. Oktober 2003: Giselher Guttmann, Psychologe und Psychotherapeut, Gold
- 3. Dezember 2003: Hans Grötzer, Musiker und Konzertmeister, Silber
- 3. Dezember 2003: Erwin Weiss, Komponist, Gold
- 2004: Inge Merkel
- 2004: Neil Shicoff
- 31. März 2004: Hans Hollein, Architekt und Designer, Gold
- 13. April 2004: Karl Wlaschek, Handelsunternehmer, Gold
- 14. April 2004: Pavel Kohout, tschechischer Dramatiker, Romancier und Essayist, Gold[45]
- 5. Mai 2004: Teddy Ehrenreich, Komponist, Arrangeur und Bigband-Leader[46]
- 5. Mai 2004: Erwin Halletz, Komponist, Arrangeur und Dirigent[46]
- 27. Mai 2004: Peter Fessler, ständiger Referent des Verfassungsgerichtshofes, Gold

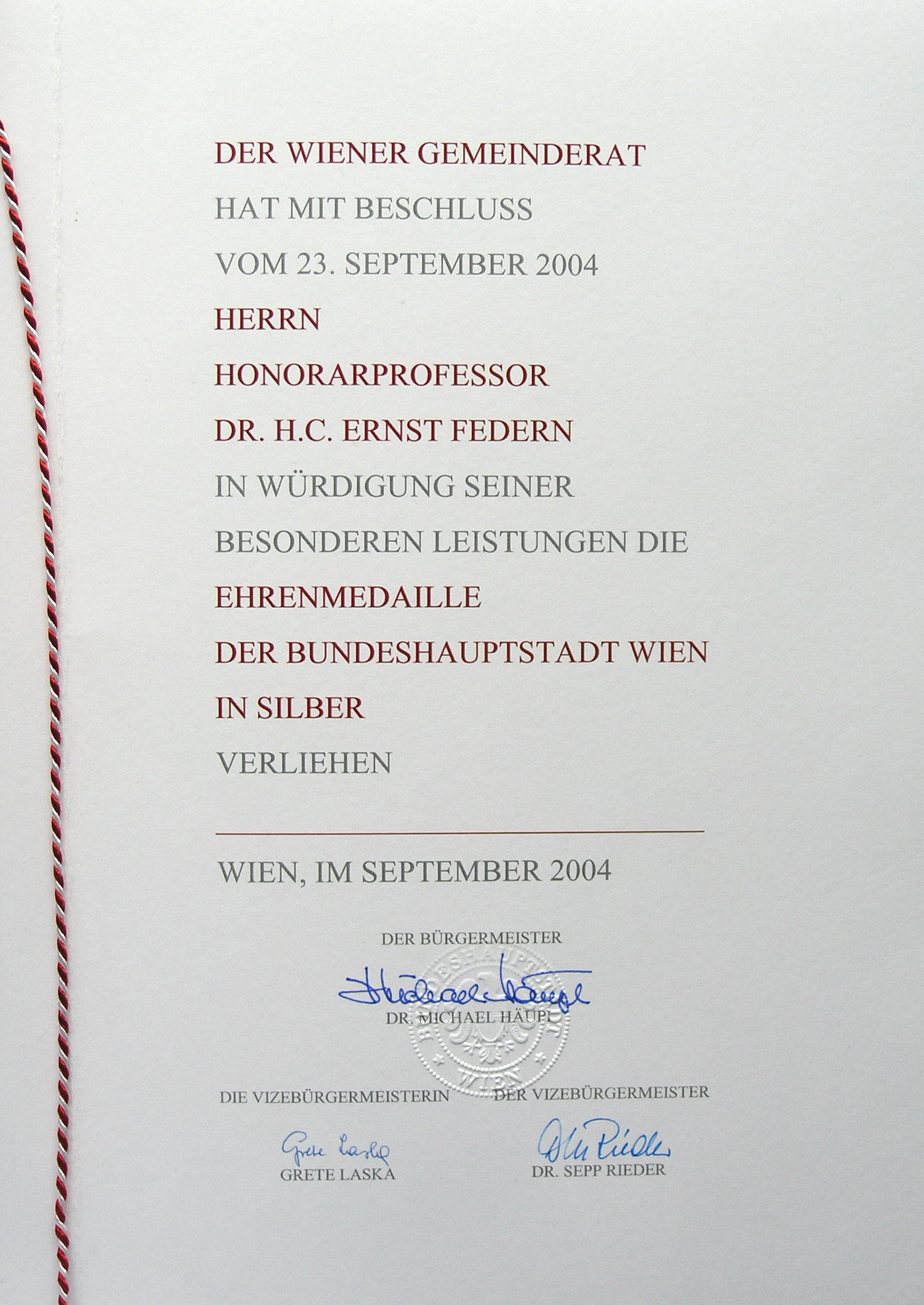
Verleihungsurkunde des Wiener Gemeinderates für Ernst Federn

- 23. September 2004: Ernst Federn, Psychoanalytiker, Silber
- 8. November 2004: Reinhard Urbach, Direktor des Theaters der Jugend i. R., Gold
- 10. November 2004: Franz Antel, Filmregisseur und Autor, Gold[47]
- 3. Dezember 2004: Hugo Pepper, Volksbildner und Publizist, Gold
- 14. Februar 2005: Hermann Nitsch, bildender Künstler, Gold[48]
- 22. Juni 2005: Eveline Goodman-Thau, Judaistin und Rabbinerin, Silber
- 22. Juni 2005: Rolf Langenfass, deutscher Kostüm- und Bühnenbildner, Silber
- 19. Oktober 2005: Achim Freyer, deutscher Regisseur, Kostüm- und Bühnenbilder, Silber[49]
- 19. Oktober 2005: Oscar Klein, Jazzmusiker, Silber[49]
- 13. Februar 2006: Brigitte Hamann, deutsch-österreichische Historikerin und Autorin, Silber
- 29. März 2006: Peter Pongratz, Künstler, Gold
- 17. Mai 2006: Wolfgang Bandion, Volksbildner, Silber[50]
- 17. Mai 2006: Heinz Norbert Jankowsky, Museumsleiter[50]
- 17. Mai 2006: Helmut Just, Museumsleiter[50]
- 27. September 2006: Karl Hodina, Komponist und Interpret von Wienerliedern, Gold[51]
- 3. Oktober 2006: Sylvester Levay, Komponist[52]
- 3. Oktober 2006: Ruth Weiss, Beat-Poetin
- 13. Dezember 2006: Heinrich Kraus, Theater Doyen, Gold[53]
- 2007: Hermann Czech, Architekt, Gold
- 2007: Wolfgang Mayer König, Autor
- 2007: Otto F. Kernberg, Gold
- 26. März 2007: Franz Häußler, kaufmännischer Theaterleiter, Gold[54]
- 10. April 2007: Rudolf Buchbinder, Pianist, Gold[55]
- 14. Mai 2007: Luc Bondy, Intendant der Wiener Festwochen, Gold[56]
- 8. Juni 2007: Rainer Bischof, Generalsekretär der Wiener Symphoniker, Gold[57]
- 1. Oktober 2007: Lotte Tobisch, Schauspielerin, Gold
- 11. Oktober 2007: Ernst Stankovski, Gold[58]
- 5. November 2007: Harald Serafin, Kammersänger, Gold[59]
- 23. November 2007: Felix Dvorak, Schauspieler, Gold[60]
- 2008: Ferdinand Kögl, Komponist und Geiger, Gold
- 28. Januar 2008: Friedrich Karmasin, Sozial- und Meinungsforscher, Gold[61]
- 28. Januar 2008: Robert Sterk, Journalist und Buchautor, Gold[61]
- 28. Januar 2008: Peter Weiser, Journalist und Dramaturg, Gold[61]
- 16. April 2008: Peter Lodynski, Silber
- 22. September 2008: Edd Stavjanik, Schauspieler, Silber
- 17. Oktober 2008: Karlheinz Böhm, Schauspieler und Stiftungsgründer, Gold[62]
- 22. Oktober 2008: Wera Goldman, Tänzerin, Bronze
- 12. November 2008: Toni Stricker, Musiker, Gold
- 27. November 2008: Max Näder, deutscher Unternehmer, Silber
- 1. Dezember 2008: Klaus Maria Brandauer, Schauspieler, Gold[63]
- 12. Dezember 2008: Ferry Radax, Gold[64]
- 24. April 2009: Adolf Wala, Nationalbankdirektor, Gold[65]
- 2009: Wilfried Daim, Psychologe[66]
- 9. Oktober 2009: Fred Schneider, Bronze[67]
- 15. Oktober 2009: Franz S. Leichter, Gold[68]
- 15. Oktober 2009: Henry O. Leichter, Gold
- 12. November 2009: Ernst von Glasersfeld, Philosoph, Gold[69]
- 18. November 2009: Christiane Hörbiger, Schauspielerin, Gold[70]
- 2010: Avshalom Hodik, Historiker, Silber[71]
- 18. März 2010: Ioan Holender, Sänger, Künstleragent und Operndirektor, Gold[72]
- Juni 2010: Erwin Ortner, Gold[73]
- 19. Oktober 2010: Veit Heiduschka, Produzent, Gold[74]
- 27. Oktober 2010: Anna Ehrlich, Bronze[75]
- 3. November 2010: Albert Hochleitner, Vorsitzender des Vorstandes der Siemens AG Österreich, Gold[76]

### Ab 2011
- 13. Oktober 2011: José Carreras, Startenor, Gold[77]
- 1. Februar 2012: Karlheinz Roschitz, Kulturchef der Kronen Zeitung, Gold
- 2012: Herbert C. Kelman, Gold
- 3. Oktober 2014: Christian Mutschlechner, Silber
- 1. Dezember 2014: Michael Horowitz, Fotograf und Journalist, Gold[78]
- 6. Mai 2015: Gertraud Jesserer, Film- und Burgschauspielerin, Gold[79]
- 2023: Richard Schmitz, Bezirksvorsteher der Inneren Stadt (ÖVP)[80]
- 18. März 2024: Dolores Schmidinger, Schauspielerin und Kabarettistin, Gold[81]
- 12. September 2024: Mélanie Berger-Volle, Antifaschistin, Widerstandskämpferin und Zeitzeugin, Gold[82]

## Bisher unbekanntes Verleihungsdatum
- vor 1982: Hermann Josef Ullrich, Komponist, Silber
- vor 1987: Fritz Schachermeyr, Althistoriker, Gold
- vor 1987: Heinrich Sequenz, Ingenieurwissenschaftler, Gold
- vor 1987: Herbert Tichy, Reiseschriftsteller, Silber
- vor 1990: Nikolaus Hofreiter, Mathematiker, Gold
- vor 1990: Ludwig Babinski, Jazz- und Unterhaltungsmusiker, Silber
- vor 1992: Vilma Degischer, Schauspielerin, Gold
- vor 1998: Georg Eisler, Maler und Grafiker, Gold
- vor 1999: Eduard Robitschko, Bildhauer, Silber
- vor 2002: Kurt Heintel, Theater- und Filmschauspieler, Gold
- vor 2002: Inge Morath, Fotografin, Gold
- vor 2003: Gunther Philipp, Arzt und Schauspieler, Gold
- vor 2004: Walter Pötscher, Philologe, Gold
- vor 2007: Franz Seitelberger, Neurologe und Universitätsrektor, Gold
- vor 2009: Walter Bäck, Schriftsteller
- vor 2009: Annemarie Düringer, Schweizer Schauspielerin, Gold
- vor 2009: Doris Mühringer, Schriftstellerin, Silber
- vor 2009: Elisabeth Orth, Schauspielerin, Gold
- vor 2009: Heinrich Schweiger, Schauspieler, Gold
- vor 2009: Hilde Zadek, Sopransängerin, Gold
- vor 2010: Peter Seisenbacher, Judoka